# Вернон (Индијана)
Вернон (енгл. Vernon) град је у америчкој савезној држави Индијана.

## Демографија
По попису из 2010. године број становника је 318, што је 12 (-3,6%) становника мање него 2000. године.
| Група             | 2000.       | 2010.       |
| Белци             | 325 (98,5%) | 309 (97,2%) |
| Афроамериканци    | 3 (0,9%)    | 1 (0,3%)    |
| Азијати           | 1 (0,3%)    | 1 (0,3%)    |
| Хиспаноамериканци | 0 (0,0%)    | 2 (0,6%)    |
| Укупно            | 330         | 318         |